# Romain Hamouma
Romain Hamouma, né le 29 mars 1987 à Lure, est un ancien footballeur français ayant évolué au poste d'attaquant.

## Biographie

### Carrière amateur
Né à Lure, Romain Hamouma intègre son premier club, à Lure, à cinq ans. À onze ans, il rejoint l'ASM Belfort, à une trentaine de kilomètres, puis intègre deux ans plus tard le centre de formation du FC Sochaux, le grand club de la région Franche-Comté. Il y fait notamment la rencontre de Jérémy Ménez, qui devient un de ses meilleurs amis dans le monde du football. En 2004 il dispute avec Marvin Martin le Tournoi de Montaigu, où les Sochaliens terminent huitièmes sur douze.
À quinze ans, il souffre d'une rupture des ligaments croisées puis, à 18 ans, il n'est pas conservé par le club sochalien, qui le considère trop irrégulier et trop instinctif. A posteriori, il décrit la difficulté de suivre un parcours de formation aussi exigeant : « Je ne remets jamais en question le fait qu'on ne m'ait pas gardé, c'est la façon dont ça s'est fait qui était un peu plus discutable. On m'a dit que j'étais irrégulier, ce qui est très possible, et que je jouais trop à l'instinct. Ça, ça m'a vraiment marqué parce que tous les joueurs disent qu'il y a une part d'instinct dans le football. Je n'ai pas accepté ce reproche. Mais je veux bien prendre 40 % de l'échec pour moi. » Il quitte Sochaux après avoir remporté le tournoi international de Marseille, aux côtés de Julien Quercia et Mevlüt Erdinç.
Romain Hamouma rejoint alors le Besançon RC, un club voisin évoluant en Championnat de France amateur de football (CFA). Il devient rapidement un cadre de l’équipe première, avec laquelle il remporte le championnat lors de sa dernière saison, en 2009. Malgré ses bonnes performances, il se refuse à quitter son club pour un autre de National. Après quatre ans passés dans le club bisontin, il est finalement recruté à l'orée de la saison 2009-2010 par le Stade lavallois, qui vient d'accéder à la Ligue 2.

### Révélation au Stade lavallois
À Laval, Romain Hamouma s'adapte très vite et s'impose comme le meilleur joueur du club. Il marque dix buts en championnat, et termine ainsi meilleur buteur de son équipe. Les supporters lavallois l'élisent « Tango du Mois » à six reprises. Ses performances saluées par les observateurs lui valent d'apparaitre dans l'équipe type de Ligue 2 à la fin de saison. En janvier 2020, il sera désigné dans le onze type de la décennie par la rédaction sportive de Ouest-France Laval. 
Après une saison à Laval, il est recruté par le Stade Malherbe Caen, de retour dans l'élite. Le transfert est évalué à 1,2 million d'euros. 

### Confirmation en Ligue 1 à Caen

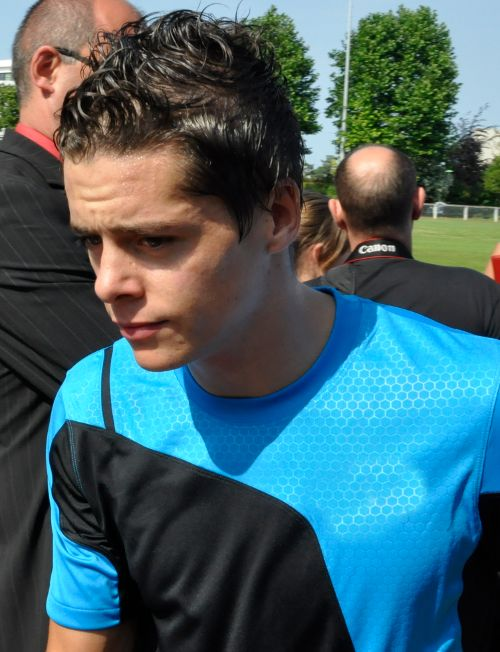
Romain Hamouma en juin 2010 avec Caen.

Le 15 août 2010, il joue son premier match de Ligue 1 contre l'Olympique lyonnais. Les premiers mois sont assez délicats pour Romain Hamouma qui, sans être catastrophique sur le terrain, n'est pas aussi décisif qu'espéré. Au cours de l'automne, le club normand enchaîne les mauvais résultats, mais Romain Hamouma s'impose progressivement comme un titulaire incontournable. Le 22 décembre, il marque son premier but en Ligue 1, face au Stade rennais et donne ainsi les trois points aux Caennais après plusieurs mois sans victoire. 
Après une petite période d'indisponibilité pour cause de blessure, Romain Hamouma enchaîne les buts : en l'espace de quatre journées, de la 30e à la 33e journée de Ligue 1, il marque à cinq reprises, dont son premier doublé en Ligue 1 à Nice lors de l'écrasante victoire malherbiste (0-4). Il contribue ainsi largement au maintien du club dans l'élite, dans lequel il reste la saison suivante malgré un certain nombre de rumeurs à l'intersaison. Il termine co-meilleur passeur de son équipe et est élu dans l'équipe type de Ligue 1 par le magazine France Football. Lors de la saison 2011-2012, il n'inscrit que deux buts en Ligue 1 mais ils sont décisifs puisqu'ils permettent au Stade Malherbe de Caen d'empocher six points en déplacement à Sochaux (1-2, 2e journée) et à Lyon (1-2, 23e journée).

### Une décennie à l'AS Saint-Étienne
À l'été 2012, Romain Hamouma est suivi par de nombreux clubs, notamment l'AS Saint-Étienne, dont il fait sa destination favorite, et le LOSC Lille Métropole. Le transfert se fait finalement vers le club stéphanois le 19 juillet 2012. Il signe un contrat de quatre ans pour une valeur de 4 millions d'euros. Entré en cours de jeu, il marque dès le premier match avec les Verts à Geoffroy-Guichard après un très bon une-deux avec une autre recrue, Renaud Cohade, lui aussi rentré en cours de jeu, le 11 août 2012 ; son but n’empêche pas son équipe de perdre contre Lille (1-2) lors de la première journée de Ligue 1. Titularisé lors de la 3e journée contre le Stade brestois à domicile, il inscrit le deuxième but de la rencontre, après avoir adressé une passe décisive à son coéquipier Pierre-Emerick Aubameyang (victoire 4-0). Grâce à deux buts inscrits (19e et 68e) contre Sochaux avec les Verts dans le cadre d'un huitième de finale de Coupe de la Ligue le 30 octobre 2012, il signe son premier doublé avec son nouveau club. Le club ligérien s'impose finalement 3-0 en terre sochalienne. 
Il finit l'année 2014 en beauté : lors du dernier match de l'année civile, il est buteur et délivre deux passes décisives face à Évian pour le compte de la 19e journée de Ligue 1. Lors de la saison 2017-2018 il joue à 29 reprises dont 22 fois en tant que titulaire. Il marque cinq buts et délivre quatre passes décisives. En décembre 2019, l'AS Saint-Étienne le désigne dans son onze idéal des années 2010, de même que le magazine France Football quelques jours plus tard.

### AC Ajaccio
Il quitte le club le 20 juin 2022 pour l'AC Ajaccio, après dix années sous la tunique verte.
Le 7 août 2023, Romain Hamouma annonce la fin de sa carrière.

### Relations avec l'Algérie
Romain Hamouma possède des origines algériennes par son grand-père paternel, ce qui explique qu'il ait été sollicité pour évoluer en équipe d'Algérie. Il refuse cependant de jouer pour l'Algérie car il se sent Français et n'a aucune attache avec l'Algérie,.

## Statistiques
| Saison                | Club                  | Championnat           | Championnat | Championnat | Championnat | Coupe nationale | Coupe nationale | Coupe nationale | Coupe de la Ligue | Coupe de la Ligue | Coupe de la Ligue | Compétition(s) continentale(s) | Compétition(s) continentale(s) | Compétition(s) continentale(s) | Compétition(s) continentale(s) | Total | Total | Total |
| Saison                | Club                  | Division              | M.          | B.          | P.d.        | M.              | B.              | P.d.            | M.                | B.                | P.d.              | Comp.                          | M.                             | B.                             | P.d.                           | M.    | B.    | P.d.  |
| 2005-2006             | Besançon RC           | CFA (B)               | 24          | 5           | -           | -               | -               | -               | -                 | -                 | -                 | -                              | -                              | -                              | -                              | 24    | 5     | 0     |
| 2006-2007             | Besançon RC           | CFA (A)               | 27          | 7           | -           | -               | -               | -               | -                 | -                 | -                 | -                              | -                              | -                              | -                              | 27    | 7     | 0     |
| 2007-2008             | Besançon RC           | CFA (B)               | 24          | 6           | -           | -               | -               | -               | -                 | -                 | -                 | -                              | -                              | -                              | -                              | 24    | 6     | 0     |
| 2008-2009             | Besançon RC           | CFA (A)               | 33          | 8           | 0           | 1               | 0               | 0               | -                 | -                 | -                 | -                              | -                              | -                              | -                              | 34    | 8     | 0     |
| Sous-total            | Sous-total            | Sous-total            | 108         | 26          | -           | 1               | 0               | 0               | -                 | -                 | -                 | -                              | -                              | -                              | -                              | 109   | 26    | 0     |
| 2009-2010             | Stade lavallois       | Ligue 2               | 35          | 10          | 5           | 3               | 2               | 0               | 2                 | 0                 | 0                 | -                              | -                              | -                              | -                              | 40    | 12    | 5     |
| Sous-total            | Sous-total            | Sous-total            | 35          | 10          | 5           | 3               | 2               | 0               | 2                 | 0                 | 0                 | -                              | -                              | -                              | -                              | 40    | 12    | 5     |
| 2010-2011             | SM Caen               | Ligue 1               | 32          | 9           | 8           | 1               | 0               | 0               | 1                 | 0                 | 0                 | -                              | -                              | -                              | -                              | 34    | 9     | 8     |
| 2011-2012             | SM Caen               | Ligue 1               | 31          | 2           | 3           | 1               | 1               | 0               | 3                 | 1                 | 0                 | -                              | -                              | -                              | -                              | 35    | 4     | 3     |
| Sous-total            | Sous-total            | Sous-total            | 63          | 11          | 11          | 2               | 1               | 0               | 4                 | 1                 | 0                 | -                              | -                              | -                              | -                              | 69    | 13    | 11    |
| 2012-2013             | AS Saint-Étienne      | Ligue 1               | 31          | 5           | 3           | 3               | 0               | 0               | 4                 | 2                 | 0                 | -                              | -                              | -                              | -                              | 38    | 7     | 3     |
| 2013-2014             | AS Saint-Étienne      | Ligue 1               | 34          | 9           | 4           | -               | -               | -               | 1                 | 0                 | 0                 | C3                             | 4                              | 2                              | 0                              | 39    | 11    | 4     |
| 2014-2015             | AS Saint-Étienne      | Ligue 1               | 26          | 3           | 8           | 4               | 1               | 0               | 2                 | 1                 | 0                 | C3                             | 6                              | 0                              | 2                              | 38    | 5     | 10    |
| 2015-2016             | AS Saint-Étienne      | Ligue 1               | 24          | 3           | 3           | -               | -               | -               | -                 | -                 | -                 | C3                             | 9                              | 5                              | 1                              | 33    | 8     | 4     |
| 2016-2017             | AS Saint-Étienne      | Ligue 1               | 29          | 7           | 4           | 2               | 1               | 1               | 1                 | 0                 | 0                 | C3                             | 8                              | 0                              | 3                              | 40    | 8     | 8     |
| 2017-2018             | AS Saint-Étienne      | Ligue 1               | 29          | 5           | 4           | 2               | 0               | 0               | 1                 | 0                 | 0                 | -                              | -                              | -                              | -                              | 32    | 5     | 4     |
| 2018-2019             | AS Saint-Etienne      | Ligue 1               | 27          | 4           | 4           | 1               | 0               | 0               | 1                 | 0                 | 0                 | -                              | -                              | -                              | -                              | 29    | 4     | 4     |
| 2019-2020             | AS Saint-Étienne      | Ligue 1               | 14          | 6           | 1           | 2               | 0               | 0               | -                 | -                 | -                 | C3                             | 4                              | 0                              | 2                              | 20    | 6     | 3     |
| 2020-2021             | AS Saint-Etienne      | Ligue 1               | 29          | 6           | 1           | -               | -               | -               | -                 | -                 | -                 | -                              | -                              | -                              | -                              | 29    | 6     | 1     |
| 2021-2022             | AS Saint-Etienne      | Ligue 1               | 22+1        | 2+0         | 1+0         | -               | -               | -               | -                 | -                 | -                 | -                              | -                              | -                              | -                              | 23    | 2     | 1     |
| Sous-total            | Sous-total            | Sous-total            | 266         | 50          | 33          | 14              | 2               | 1               | 10                | 3                 | 0                 | -                              | 31                             | 7                              | 8                              | 321   | 62    | 42    |
| 2022-2023             | AC Ajaccio            | Ligue 1               | 19          | 2           | 2           | -               | -               | -               | -                 | -                 | -                 | -                              | -                              | -                              | -                              | 19    | 2     | 2     |
| Sous-total            | Sous-total            | Sous-total            | 19          | 2           | 2           | -               | -               | -               | -                 | -                 | -                 | -                              | -                              | -                              | -                              | 19    | 2     | 2     |
| Total sur la carrière | Total sur la carrière | Total sur la carrière | 490         | 99          | 51          | 20              | 5               | 1               | 16                | 4                 | 0                 | -                              | 31                             | 7                              | 8                              | 557   | 115   | 60    |

## Palmarès
Il remporte la Coupe de la Ligue 2013 et est finaliste de la Coupe de France 2020 avec l'AS Saint-Étienne.